# Consortium éducatif de Jyväskylä
Le Consortium éducatif de Jyväskylä (finnois : Jyväskylän koulutuskuntayhtymä, depuis 2018 Gradia) est un organisme de formation appartenant à douze municipalités de la Finlande centrale,.

## Présentation
Le groupe d'établissements s'appelle Gradia, avant 2018 il s'appelait ao.
Les municipalités membres du consortium sont : Hankasalmi, Joutsa, Jyväskylä, Jämsä, Keuruu, Kuhmoinen, Laukaa, Luhanka, Muurame, Petäjävesi, Toivakka et Uurainen.
Le 1er août 2010, la responsabilité de l'organisation de l'enseignement secondaire de la ville de Jyväskylä a été transférée au consortium de l'éducation.

## Établissements et unités d'enseignement
Au 1er janvier 2018, les Établissements et unités d'enseignement du consortium sont:
- Centres de formation professionnelle
  - Gradia Jyväskylä
  - Gradia Jämsä (fi)

- Lycées Gradia 
  - Lycée de Jyväskylä
  - Lycée Schildt
  - Lycée pour adultes de Jyväskylä

- Autres unités fonctionnelles sont:

- - Biens immobiliers de Gradia
  - Restaurants de Gradia et Priimus
  - Services internes de Gradia
  - Services de formation Gradia
  - Direction du consortium

## Municipalités propriétaires
- Hankasalmi
- Joutsa
- Jyväskylä
- Jämsä
- Keuruu
- Kuhmoinen
- Laukaa
- Luhanka
- Muurame
- Petäjävesi
- Toivakka
- Uurainen